# گیمینگهم
گیمینگهم (به انگلیسی: Gimingham) یک روستا و محله مدنی در بریتانیا است که در North Norfolk واقع شده‌است. گیمینگهم ۶٫۰۴ کیلومتر مربع مساحت و ۵۱۳ نفر جمعیت دارد.